# Kraftwerk Wallsee-Mitterkirchen
Das Kraftwerk Wallsee-Mitterkirchen ist ein Laufkraftwerk in der Donau nächst der niederösterreichischen Gemeinde Wallsee auf dem Gebiet der oberösterreichischen Marktgemeinde Mitterkirchen.
Dieses österreichische Donaukraftwerk wurde zwischen 1965 und 1968 errichtet und zählt zur Werksgruppe Obere Donau.
Es war das erste österreichische Donaukraftwerk, das in Trockenbauweise hergestellt wurde. Der Erdaushub von 10 Millionen Kubikmeter für den neuen Donaukanal war die bis dahin größte geschlossene Erdbewegung in Österreich.

## Lage, Verkehr, Grenzen
Vor dem Kraftwerksbau war die stark gekrümmte Donauschleife vor Wallsee ein Hindernis für die Schifffahrt. Der Bau erfolgte nördlich, neben dem ursprünglichen Donaubecken. Nach Fertigstellung wurde die Donau auf einer Länge von etwa 3,5 Kilometer in das neue Becken umgeleitet.
Über das Kraftwerk führt eine Brücke, die von Fahrzeugen bis zu 3,5 Tonnen befahren werden darf und für den regionalen Verkehr von wesentlicher Bedeutung ist, weil zuvor lediglich eine Rollfähre zwischen Mitterkirchen und Wallsee verkehrte. Als einziges österreichisches Donaukraftwerk darf es seit 1971 mit Autos überquert werden, obwohl keine eigene öffentliche Straße bzw. Brücke geplant wurde. Wegen der damit verbundenen hohen Reparaturkosten ist seit 1986 die Öffnungszeit für den Verkehr eingeschränkt und durch eine automatische Ampelanlage geregelt. Über das Kraftwerksgelände führt am linken Donauufer der Donauradweg. Die Radfahrer können beim Rastplatz entscheiden, ob sie ihren Weg am linken oder rechten Donauufer fortsetzen.
Die verwaltungspolitischen Bundesländer-, Bezirks- und Gemeindegrenzen im Machland verlaufen entlang des Donaubettes vor der Errichtung des Donaukraftwerks Wallsee-Mitterkirchen, sodass kleine Teile der Gemeinde Mitterkirchen nunmehr südlich und Teile der Gemeinden Wallsee-Sindelburg und Strengberg nördlich der Donau liegen. Demnach gibt es im Machland Teile des Mühlviertels und des Bezirks Perg, die seither südlich und Teile des Mostviertels und des Bezirks Amstetten, die seither nördlich der Donau liegen.

## Baugeschichte
Während der Errichtung des Kraftwerks befand sich in Mitterkirchen die größte geschlossene Baustelle Europas, auf der bis zu 2700 Personen beschäftigt waren. Der Maschinenpark bestand aus 40 Großbaggern, 20 Planierraupen, 20 Kompressoren, 30 Kränen, 30 Großmuldenkipper und 70 Lastkraftwagen. In der Hauptbaugrube wurden zwei Millionen Kubikmeter Erdmaterial bewegt und 950.000 Tonnen Beton verarbeitet. Der gesamte Aushub erreichte zehn Millionen Kubikmeter. In dem Arbeiterwohnlager Mitterkirchen wohnten zeitweise bis zu 3000 Personen, das entsprach etwa dem Doppelten der Einwohnerzahl Mitterkirchens zur damaligen Zeit. In der Meldekartei der Gemeinde waren bis zu 700 ausländische Arbeitskräfte registriert. Etwa 20.000 Personen durchwanderten die Meldekartei des Gemeindeamtes. Die Einnahmen aus der Lohnsummensteuer und Gewerbesteuer während der Bauzeit ließen die Gemeinde Mitterkirchen kurzfristig zur finanzstärksten Gemeinde Oberösterreichs aufrücken und ermöglichten die Umsetzung größerer örtlicher Bauvorhaben.
Beim Bau wurde auch der Hochwasserschutz für das Machland errichtet, der allerdings bei weitem nicht ausreichte, um in den Folgejahren die Region vor weiteren Hochwasserkatastrophen zu schützen. Im Rahmen des Hochwasserschutzprojekts Machland Nord wird daher bis 2015 neben den eigentlichen Dammbauten eine ungefähr neun Kilometer lange Abflussmulde errichtet, über die ein Teil der Wassermassen am Kraftwerk vorbei geleitet werden kann.

## Technische Beschreibung
Die Anlage hat sechs Wehrfelder und zwei Schleusen (je 230 m × 24 m). Die Staulänge des Flusses beträgt 24 km und das Stauziel liegt auf 240 m ü. A. bei Flusskilometer 2.094,5.
Sechs Maschinensätze im Maschinenhaus, welches am rechten, südlichen Donauufer errichtet wurde, liefern elektrischen Strom in das öffentliche Stromnetz. Jeder dieser Maschinensätze besteht aus einer Kaplan-Rohrturbine mit vertikaler Welle und einem direkt gekoppelten Drehstromgenerator.
Die Kaplan-Rohrturbinen 1 und 2 haben eine Nennleistung von je 35.400 kW und die Turbinen 3 bis 6 haben eine Nennleistung von je 35.500 kW. Der Laufraddurchmesser von 7,8 m, die Nenndrehzahl von 65,2 min−1 und der Nenndurchfluss von 450 m³/s sind bei allen sechs Turbinen identisch. Die mittlere Rohfallhöhe beträgt 10,5 m.
Die sechs Drehstromgeneratoren haben bei einer Nennspannung von 8.000 Volt eine Nennleistung von je 42.500 Kilovoltampere (kVA).
Insgesamt verfügt das Kraftwerk über eine Engpassleistung von 210 MW.
Bei einem Ausbaudurchfluss von 2.700 m³/s beträgt das Regelarbeitsvermögen jährlich 1.318,8 Mio. kWh.

## Ökologie
Der Donau-Altarm Wallsee hat eine Länge von 3,8 km und eine maximale Breite von 280 m und liegt rechts zwischen Strom – km 2097 und 2093 stromauf der Marktgemeinde Wallsee. Die Entstehung des Altarmes geht auf die Errichtung des Donaukraftwerkes Wallsee – Mitterkirchen im Jahre 1968 zurück.
Zuvor bildete der heutige Altarm das Hauptgerinne der Donau. Für die Erhaltung einer artenreichen Fischfauna sind offene Altarme von besonderer Bedeutung. Als einziger großer Altarm im Stauraum Ybbs stellt der Altarm Wallsee einen besonderen Lebensraum dar. Aufgrund fortschreitender Verlandung wurde der Altarm Wallsee in den Jahren 1999 bis 2005 revitalisiert.
Einige Kilometer flussabwärts erstrecken sich auf niederösterreichischem Gebiet die Europaschutzgebiete Machland Süd. Sowohl der ober- als auch der niederösterreichische Teil des Gebietes wurden von Birdlife Österreich zur Important Bird Area (IBA) erklärt. Es gibt Bestrebungen, Teile des oberösterreichischen Machlandes als Europaschutzgebiet Machland Nord zu bestimmen.
Der Donau-Altarmweg wurde 2010 neu gestaltet. Ein Stück dieses Weges wird auch vom Jakobsweg Persenbeug–Sankt Pantaleon benützt.